# Гудков, Павел Павлович
Павел Павлович Гудков (англ. Paul Goudkoff; 1 [13] января 1881, Енисейская губерния — 24 мая 1955, Лос-Анджелес, Калифорния) — русский и американский петролог, микропалеонтолог, основатель «школы микроанализа», первооткрыватель нефтяных месторождений в США. Русский государственный деятель, Министр торговли и промышленности во Временном Сибирском правительстве (1918). Один из основателей Сибирского (1919) и Дальневосточного (1920) отделений Геологического комитета, первый директор Сибгеолкома. Один из основателей Русского инженерного кружка в Лос-Анджелесе (1925—1975).

## Биография
Родился 1 (13) января 1881 года в семье управляющего золоторудными приисками на Енисее.
В 1898 году с отличием окончил Красноярскую гимназию и приехал в Санкт-Петербург, поступил на математическое отделение физико-математического факультета Санкт-Петербургского университета, но через год перешел в Горный институт, который и окончил по первому разряду с дипломом горного инженера и металлурга (1907). Его учителями были К. И. Богданович и В. В. Никитин.
В 1907—1913 годах преподавал петрографию и общую геологию в Томском технологическом институте. В Горном институте защитил магистерскую диссертацию на тему «Месторождения медных руд в Акмолинской области», материал для которой собрал, будучи ещё студентом. Защита состоялась в 1909 году.
В Томском технологическом институте работал на горном отделении, руководил которым будущий академик В. А. Обручев. Благодаря творческому подходу к работе быстро вышел в число лучших и наиболее востребованных исследователей региона. В 1910—1911 годах по просьбе Русского золотопромышленного общества участвовал под руководством В. А. Обручева в проведении геологической экспертизы золоторудных месторождений Западной Сибири. В июне 1912 года совместно с другим преподавателем ТТИ — М. А. Усовым — исследовал и провел экспертизу рудников Оренбургского горного округа. Летом 1913 года работал в золотоносных районах Зайсанского уезда Семипалатинской области и Монгольского Алатау.
В апреле 1912 года избран преподавателем геологии на Сибирских высших женских курсах.
В 1913 году стал заведующим кафедрой на должности профессора ТТИ. 30 января 1914 года по царскому указу получил звание профессора геологии Томского Технологического института.
В 1916 году награждён орденом Святой Анны.
В апреле 1917 года на заседании Совета института он был избран проректором, эта должность впервые вводилась в ТТИ.
В 1917 году совместно с группой сотрудников Геолкома, которые в результате гражданской войны застряли в Томске (Э. Э. Анерт и др.), разработал устав Сибирского геологического комитета, а потом, пользуясь своим влиянием в правительстве, сумел обосновать необходимость создания Сибирского геологического комитета для координации геологических исследований в Сибири. Так как новая организация отвечала интересам развития обширного региона России, она вошла сначала в состав Временного Сибирского правительства, а затем — в правительство А. В. Колчака. Именно в результате этого у Сибирского геолкома появились средства для организации геологических исследований в Сибири и на Дальнем Востоке в 1918 году.
В течение трех месяцев 1918 года возглавлял Министерство торговли и промышленности во Временном Сибирском правительстве. Но затем подал в отставку.
5 февраля 1919 года выбран первым директором Сибгеолкома.
В 1919 году по приглашению Добровольного общества содействия развитию высшего образования приехал с семьей во Владивосток. Во Владивостокском политехническом институте занял должность профессора и декана геологического отделения. При этом до сентября 1920 года оставался профессором ТТИ, числясь в научной командировке по организации горного факультета во Владивостокском политехническом институте.
Одновременно помогал Э. Э. Анерту в создании Дальневосточного геологического комитета, вошел сначала в состав Соединённого Совещания, а затем и Дальгеолкома. Выполнял поручение по учёту минеральных ресурсов Приморского края и по этому заданию посетил ряд рудников и месторождений третичных углей, расположенных между станцией Угольная и 14-й верстой Сучанской железной дороги.

### Работа в США
В конце 1921 года командирован Дальгеолкомом и Владивостокской промышленной палатой в США с целью получения инвестиций на разведку и добычу полезных ископаемых в Уссурийском крае. Встречался со многими видными деятелями, в частности с будущим 31-м президентом США Гербертом Гувером (1929—1933), обсуждал с ними возможности использования американского капитала для развития горной промышленности Сибири и Дальнего Востока, затрагивал вопрос будущего статуса острова Сахалин.
Конец гражданской войны застал в Америке, где и остался жить. Начинал свою деятельность членом общественной организации геологов США, затем три года служил геологом и палеонтологом во вспомогательной исследовательской организации при Мексиканской нефтяной компании.
В 1923 году читал в Колумбийском университете курс по геологии и полезным ископаемым Сибири и Дальнего Востока. В 1926 году начал читать лекции по нефтяной геологии в Стэнфордском университете.
В 1927 году стал гражданином США, ушел из фирмы и в компании с американцем Хьюзом стал работать самостоятельно в качестве консультанта и независимого эксперта. Специализировался на определении нефтеносных формаций путем микроскопических исследований минеральных зерен и ископаемых остатков фораминифер.
В 1951 году совместно с известным американским геологом Эденом В. Хьюзом (Aden W. Hughes) создал фирму «Gudkoff and Hughes», в которой проработал до конца жизни.
Умер 24 мая 1955 году в г. Лос-Анджелес, США во время операции на почках. Похоронен на Голливудском кладбище Лос-Анджелеса.

## Государственная деятельность
В июле 1918 года был назначен Министром торговли и промышленности Сибирского Временного правительства, в связи с чем переехал в Омск. Используя свои возможности правительственного чиновника, создал в 1918 году Сибирский геологический комитет и стал его первым директором, отказавшись перед этим от министерского поста. В состав Сибгеолкома вошли многие геологи Томска и других центров Сибири. Эта организация сыграла выдающуюся роль в изучении природных богатств Сибири.

## Научная деятельность
Крупный ученый, состоял членом целого ряда организаций США: Американского геологического общества, Американского общества геологов-любителей, Общества практической палеонтологии, Американского института горных и металлургических инженеров, Общества практических геологов и Калифорнийской академии наук.
В 1926 в Лос-Анджелесе открыл лабораторию по микроскопическим исследованиям осадочных горных пород и по микропалеонтологии, состоял консультантом нефтяных компаний вплоть до самой смерти. Исследованиями и практической работой приобрёл известность как выдающийся геолог-нефтяник в Калифорнии. Исследования способствовали открытию многочисленных нефтяных месторождений и помогали избегать бурения разведочных скважин впустую. Член шести американских профессиональных геологических обществ и Общества русских инженеров в Лос-Анджелесе.
Автор большого числа статей по самым разным вопросам нефтяной геологии и палеонтологии. Среди его работ наиболее значимы следующие: Microscopic Correlation of Oil-Bearing Formation (1927); Subsurface Stratigraphy of Kettlemen Hills Oil Field of California (1934); Correlation of Oil Field Formations on the West Side of the Sea Joaquin Valley (1941).
Создал научную школу в области микроанализа шлифов горных пород.

## Общественная и благотворительная деятельность
Учредитель и председатель правления Общества сибирских инженеров и член редколлегии (секретарь) журнала, издаваемого этим обществом, член совета Томского отделения Общества по изучению Сибири, председатель профессорского дисциплинарного суда ТТИ (1914—1915).
Организатор журнала "Economics Geology".
После Февральской революции избран в Сибирский областной исполнительный комитет (1917) и Сибирскую областную Думу (1918).
Занимался благотворительной деятельностью в русской колонии Лос-Анджелеса, организовывал помощь беженцам, нуждающимся и старикам. Организовал Кассу взаимопомощи и Фонд помощи безработным, организовал также кустарное производство и начал делать посылки продуктов в лагеря Ди-Пи, создал Фонд помощи студентам в Калифорнийском университете.

## Награды, признание
- Орден Св. Анны 3-й ст. — 1916
- Медаль «В память 300-летия царствования дома Романовых» — 1913[8]
- Действительный член Калифорнийской академии наук,
- Действительный член Геологического общества Америки
- Действительный член Общества практической палеонтологии (США)
- Действительный член Общества геологов-экономистов[англ.] (США).

## Память
- На Главном корпусе ТПУ установлена мемориальная доска.

## Семья
- Отец — Павел Козьмич Гудков, красноярский купец 1-й гильдии, известный сибирский золотопромышленник, городской голова с 1906 по 1908 годы и почетный гражданин города Красноярск.
- Мать — Леонтина Константиновна, из ссыльных сибирских поляков.
- Жена — Валентина Петровна Гудкова (1880-1968).
- Дочь — Екатерина (1905-1959).